# Легалитети
Легалитети (алб. Legaliteti; Законность), полное название Organizatën Kombëtare «Lëvizja e Legalitetit» (Национальная организация «Движение за Законность») — албанская монархическая организация. Выступала за восстановление монархии Зогу. Участвовала в сопротивлении итальянским и германским захватчикам и коллаборационистам. Занимала консервативно-националистические, антикоммунистические, антинацистские, антисоциалистические и антифашистские позиции. При коммунистическом режиме Энвера Ходжи была запрещена и подвергалась репрессиям. Действовала в эмиграции. После падения коммунистического и социалистического режима воссоздана в виде албанской монархической партии. Исторический лидер — Абаз Купи.

## Довоенная предыстория
Монархическое движение в поддержку короля Ахмета Зогу существовало в Албании с 1920-х годов. История Легалитети отсчитывается с 24 декабря 1924 года: военный переворот Зогу в монархической интерпретации именуется Triumf i Legalitetit — Торжество Законности. Отсюда название движения: Легалитети — Законность.
Участники движения назывались лоялистами, роялистами или зогистами. Они создавали политическую опору королевского режима Зогу. Лидером зогистов был офицер королевской армии Абаз Купи.

## Коалиционное сотрудничество
7 апреля 1939 года Албания была оккупирована фашистской Италией. Свергнутый король Ахмет Зогу эмигрировал. Абаз Купи сопротивлялся вторжению в Дурресе, но под напором превосходящих сил вынужден был отступить и перебрался в Югославию. В апреле 1941 года Абаз Купи с группой единомышленников сумел проникнуть в Албанию. Монархисты обосновались в северном горном районе Мати, где зогистские настроения были традиционно сильны. Началось формирование вооружённого зогистского движения.
16 сентября 1942 года состоялась нелегальная конференция в деревне Пеза-э-Маде близ Тираны. Присутствовали представители Коммунистической партии Албании (КПА), республиканско-националистического движения Балли Комбетар и зогистско-монархических групп. От имени последних выступил Абаз Купи. Он заявил о готовности бороться против оккупантов совместно с коммунистами и республиканцами, но обозначил собственную цель: «восстановление законности во главе с королём Зогу».
2 августа 1943 года Абаз Купи присоединился к Мукьянскому соглашению и Национально-освободительному совету. Вскоре, однако, соглашение было аннулировано: 4 сентября на конференции в Лабино Энвер Ходжа объявил войну с начала Балли Комбетар потом Легалитети. Непримиримая позиция албанских социалистов, коммунистов остальных левых и крайне левых в значительной степени была продиктована югославской компартией, которую не устраивали идеи Великой Албании и притязания албанских националистов, монархистов и других правых на Косово.

## Структура, программа, действия
20 ноября 1943 года в деревне Зал-Херр (округ Тирана) была проведена Национальная конференция зогистов. Собрались 110 делегатов из различных районов страны и территорий проживания албанцев. Председательствовал Абаз Купи. Среди делегатов были авторитетные в монархических кругах деятели: известный националист Ндоц Чоба, католический священник Лека Лули, дипломат Рауф Фицо, преподаватели Гако Гога, Осман Мюдерризи, юристы Селим Дамани, Джемаль Наипи, Мула Деля, офицеры Йохо Цаци, Хюсен Меча, Джемаль Херри, Марк Гьири. На следующий день, 21 ноября 1943 года была учреждена Национальная организация «Движение за Законность» — Organizatën Kombëtare «Lëvizja e Legalitetit» (OKLL). Состоялся митинг, на котором Абаз Купи призвал бороться за независимость и возвращение Ахмета Зогу.
Структура Легалитети включала Центральный комитет, Генеральный секретариат, Генеральный штаб вооружённых сил, молодёжную организацию, отделы пропаганды, экономики, здравоохранения (прежде всего военной медицины). Председателем OKLL был избран Ндоц Чоба. Однако руководителем являлся Абаз Купи — главнокомандующий вооружёнными силами Легалитети.
Программа Легалитети включала следующие основные установки:
- бескомпромиссная борьба против коллаборационистов и захватчиков, восстановление независимости Албании
- возвращение к власти короля Зогу как единственно легитимного носителя власти (это рассматривалось монархистами как вопрос национальной чести — из-за насильственного свержения Зогу итальянскими оккупантами)
- объединение всех албанских земель (Купи вменял в обязанность каждому албанцу бороться за воссоединение Косово и Чамерии с Албанией)
- проведение референдума, который определит государственный строй
- установление демократии и верховенства закона
- проведение социальных реформ, повышающих благосостояние граждан
- присоединение к Атлантической хартии, внешнеполитический союз с Великобританией и США

Наиболее многочисленные и активные структуры Легалитети базировались в северо-восточных округах Мати и Дибра (откуда родом был Зогу). Функционировали организации в Тиране, Шкодере, Дурресе, Корче, Кавае, Влёре, Берате, Саранде. Боевики Легалитети участвовали в боях с коллаборационистами, итальянскими, затем германскими оккупантами. Издавалась газета Atdheu — «Родина» тиражом 200—250 тысяч экземпляров. Поддерживалась постоянная информационно-политическая связь с Ахметом Зогу. Были направлены послания Уинстону Черчиллю и Франклину Рузвельту. При Абазе Купи находились офицеры британской военной миссии.
Но в то же время в военном отношении Легалитети было самым немногочисленным из трёх албанских партизанских движений, в этом была его главная слабость. Вооружённые формирования монархистов насчитывали всего 5—10 тысяч человек, общее количество сторонников определялось в 25 тысяч. Эта численность значительно уступала НОАА и балистам. В боях с внутренними врагами и оккупантами силы Легалитети были явно недостаточны. В междоусобных албанских столкновениях балисты и НОАА обычно брали верх.

## Послевоенная эмиграция
В ноябре 1944 года НОАА вступила в Тирану. К власти пришла КПА во главе с Энвером Ходжей. В Албании установился однопартийный коммунистический режим, ориентированный на сталинский СССР (первые годы также на титовскую ФНРЮ). Несколько ранее, в мае 1944, ультралевые и левые, особенно коммунисты и социалисты ввели запрет на возвращение Зогу.
Карательные органы нового режима жёстко подавляли всякое сопротивление. Ещё во время войны с оккупантами Энвер Ходжа ультимативно требовал от Абаза Купи и его движения полного повиновения. Получив отказ, Ходжа распорядился уничтожить Легалитети. Легалитети подверглась разгрому, активисты репрессировались. Сама принадлежность или хотя бы связь с Легалитети рассматривалась как основание для уголовного преследования и сурового приговора. Абаз Купи и другие монархические активисты вынуждены были эмигрировать.
Деятельность Легалитети продолжилась в эмиграции. Пожизненным и даже посмертным почётным председателем OKLL оставался Абаз Купи. Он состоял также в Национальном комитете «Свободная Албания». Однако позиция Зогу, считавшего себя единственным легитимным правителем Албании, не способствовала сотрудничеству преданных ему монархистов с другими противниками ходжаистского режима.
Ахмет Зогу умер 9 апреля 1961 года. После этого Легалитети посчитали целесообразным конституировать организационно. В 1962—1989 годах регулярно, каждые три года, в Нью-Йорке проводились зарубежные конгрессы. После смерти Абаза Купи в 1976 году председателем был избран Хюсен Приштина, генеральным секретарём — Фуад Мюфтия (оба с ранней юности примыкали к зогистскому движению).
Каждый монархический форум подтверждал непримиримый антикоммунизм и установку на восстановление монархии Дома Зогу. Претендентом на престол являлся Лека I Зогу. Монархистом был Джевдет Мустафа — албанский эмигрант-антикоммунист, в 1982 году пробравшийся в Албанию с целью убить Энвера Ходжу.
Последний X зарубежный конгресс проходил в конце ноября 1989 года — на фоне восточноевропейских революций. Делегаты выразили уверенность в скором свержении социалистического и коммунистического режима в Албании.

## Партия в Албании
Падение коммунизма в Албании произошло в 1990—1992 годах. В декабре 1990 года Рамиз Алия вынужденно согласился на многопартийную систему. В феврале 1992 года — после некоторого сопротивления властей — была легализована Партия Движения за Законность — Partia Lëvizja e Legalitetit, PLL.
Партия выступала за установление конституционной монархии во главе с королём Лекой I. В 1997 году — после массовых беспорядков, одновременно с парламентскими выборами — по инициативе PLL был проведён референдум о восстановлении монархии в Албании. По официальным данным, две трети избирателей проголосовали против, но Дом Зогу и PLL не признали этого, объявив итоги голосования сфальсифицированными. PLL организовала акции протеста монархистов. Тогдашний председатель партии Экрем Спахиу (впоследствии замминистра обороны Албании) был арестован по обвинению в организации массовых беспорядков. После смерти Леки I 30 ноября 2011 года титулярным королём Албании считается Лека II Зогу.
PLL официально позиционируется в продолжении традиции Легалитети. Партия не пользуется большой популярностью, но имеет свой круг сторонников. Лидеры — Экрем Спахиу, Шептим Аджами.